# Live: Secrets of the Lost Satellite Tour Spring 2007
Live: Secrets of the Lost Satellite Tour Spring 2007 è il primo album dal vivo del cantautore statunitense Ken Andrews, pubblicato nel 2007 dalla Echo Field Recordings.

## Descrizione
Il disco è composto da una raccolta di registrazioni dal vivo, atte a ripercorrere la tournée intrapresa da Andrews per l'album Secrets of the Lost Satellite che ha attraversato gli Stati Uniti d'America nel 2007. La lista tracce, proprio come le scalette del tour, vede la presenza di brani tratti dalla discografia di Failure, On e Year of the Rabbit, nonché dell'album sopracitato.

## Tracce
1. Stuck on You – 4:33 (Ken Andrews, Greg Edwards) – originariamente interpretata dai Failure
2. In Your Way – 4:05 (Ken Andrews)
3. Up or Down – 3:01 (Ken Andrews)
4. Secret Things – 2:59 (Ken Andrews)
5. Write Your Story – 5:22 (Ken Andrews, Jordon Zadorozny)
6. C'mon Collapse – 3:22 (Ken Andrews) – originariamente interpretata dagli ON
7. Soluble Words – 4:38 (Ken Andrews) – originariamente interpretata dagli ON
8. Hunted – 4:34 (Ken Andrews) – originariamente interpretata dagli Year of the Rabbit
9. Absent Stars – 3:17 (Ken Andrews) – originariamente interpretata dagli Year of the Rabbit
10. Undone – 4:27 (Ken Andrews, Greg Edwards) – originariamente interpretata dai Failure
11. Sergeant Politeness – 4:14 (Ken Andrews, Greg Edwards) – originariamente interpretata dai Failure
12. Without – 4:55 (Ken Andrews) – originariamente interpretata dai Failure
13. The Nurse Who Loved Me – 4:38 (Ken Andrews, Greg Edwards) – originariamente interpretata dai Failure
14. Daylight – 6:05 (Ken Andrews, Greg Edwards) – originariamente interpretata dai Failure

## Formazione
Hanno partecipato alle registrazioni, secondo le note di copertina:
- Ken Andrews – voce, chitarra, missaggio
- Jacob Turnbloom – chitarra, cori
- Dan Reed – basso, tastiera
- Christian Cummings – Batteria
- Coner Sergeant – basso (tracce 6-7, 13 e 14)
- Brad Kaminski – registrazione